# Jean Kockerols
Jean Kockerols (ur. 13 sierpnia 1958 w Brecht) – belgijski duchowny rzymskokatolicki, biskup pomocniczy Mechelen-Brukseli od 2011.

## Życiorys
Święcenia kapłańskie otrzymał 18 sierpnia 1993 i uzyskał inkardynację do archidiecezji mecheleńsko-brukselskiej. Pracował głównie jako duszpasterz parafialny. Był także założycielem i dyrektorem centrum studiów pastoralnych w Brukseli oraz dziekanem dekanatu południowobrukselskiego.
22 lutego 2011 papież Benedykt XVI mianował go biskupem pomocniczym archidiecezji mecheleńsko-brukselskiej, ze stolicą tytularną Ypres. Sakry biskupiej udzielił mu abp André-Joseph Léonard.
23 marca 2012 wybrany wiceprzewodniczącym COMECE.